# Relazione del primo viaggio intorno al mondo
La Relazione del primo viaggio intorno al mondo è il resoconto della spedizione di Ferdinando Magellano, redatto da Antonio Pigafetta e pubblicato tra il 1524 e il 1525.

## Sinossi
Scritta in un bizzarro linguaggio italo-veneto frammisto a parole spagnole, è il documento più importante fra tutti quelli giunti a oggi inerenti alla storica impresa. Si tratta infatti dell'unica relazione completa, che offra un ragguaglio ininterrotto dalla partenza al ritorno; ma il suo interesse è dato soprattutto dalle ampie e precise descrizioni dei luoghi – soprattutto di quelli, come la Patagonia, le Filippine e le Molucche, dove Pigafetta fece lunga dimora. Per giungere alla leggendaria isola delle spezie era necessario attraversare El Paso, stretto inesistente nell'approssimativa cartografia dell'epoca, ma chiaramente raffigurato nella visione di Magellano.
Le notizie sulla flora, sulla fauna e specialmente riguardo agli abitanti, sono tali da mostrare in lui un diligente e acuto osservatore. Degli abitanti offre descrizioni complete: soffermandosi sui caratteri fisici, sui loro costumi, e sulle loro credenze religiose; per quelli del Brasile, della Patagonia, delle isole malesi, dà anche un elenco dei vocaboli d'uso comune, utili anche nella successiva ricerca storico filologica. Nonostante alcune ingenuità che ricorrono in particolare quando riporta cose riferite da altri, pochi viaggiatori del suo tempo hanno mostrato tale ampiezza e attenzione ai particolari. Pigafetta, tuttavia, non essendo un marinaio, non fu altrettanto accurato per ciò che riguarda i particolari tecnici della navigazione; ben poco, ad esempio, si può trarre dalla sua relazione per essere informati sulle varie fasi della traversata del Pacifico, dell'Oceano Indiano e dell'Atlantico, perciò dai suoi scarsi accenni poco è di aiuto per risolvere alcuni importanti problemi sullo scopo del viaggio e sulle variazioni a cui questo andò soggetto. Magellano rimproverò l'amico Pigafetta di aver dato un taglio troppo intimo e personale al proprio diario di viaggio, invece di descrivere i luoghi toccati dalla nave Trinidad.

## Aspetti filologici
Il Pigafetta, cavaliere di Rodi, dedica l'opera al Gran Maestro del suo Ordine Philippe de Villiers de L'Isle-Adam e dice in fine alla sua opera d'aver già presentato a Carlo V un libro scritto di sua mano "de tucte le cose passate de giorno in giorno nel viaggio", e una copia di questo afferma d'averla ricevuta anche Francesco Chiericati. Qualcuno argomenta anche che un'altra copia fu offerta alla reggente di Francia Luisa di Savoia. Non appare però verosimile ch'egli abbia avuto modo di scrivere, in così breve tempo, tre copie di una relazione completa, tanto più che si sa che la relazione ora nota fu terminata solo circa due anni dopo il ritorno, e in seguito a sollecitazioni di vari personaggi: probabilmente avrà perciò presentato in un primo tempo dei sommari delle cose più interessanti.
La questione dei manoscritti e delle prime edizioni a stampa presenta qualche punto da chiarire, ma nelle linee generali si possono seguire i risultati degli studi di Andrea da Mosto, confermati dalle ricerche di J. Dénucé. Si hanno, del XVI secolo, tre edizioni a stampa, una francese e due italiane, e quattro manoscritti, di cui tre francesi (due nella Biblioteca nazionale di Francia, e uno a Cheltenham) e uno italiano. È escluso ormai che la prima redazione sia stata in francese, nonostante che la prima edizione a stampa, senza data, sia francese: manoscritti ed edizione francesi (quest'ultima soprattutto) risultano traduzioni incomplete per soppressione di qualche parte e spesso anche con termini errati per incomprensione del traduttore, di un originario manoscritto italiano. Viceversa le edizioni italiane appaiono tradotte da quella francese: una è del 1536, a Venezia, e l'altra, identica, ma con qualche variante nella forma dei vocaboli, è quella contenuta nel 1° vol. di Navigazioni e Viaggi del Ramusio, del 1550.
Dei manoscritti, il più completo e che si ritiene più vicino alla redazione originale, sebbene non sia autografo del Pigafetta, è quello della Biblioteca Ambrosiana di Milano, segnato L 103 sup. Esso contiene anche 23 carte geografiche, riproducenti per lo più gruppi d'isole, ma senza nessuna orientazione e scala e di forma convenzionale. Questo manoscritto (in cui pure ricorrono errori nella trascrizione dei nomi) fu per la prima volta pubblicato da Carlo Amoretti col titolo: Primo viaggio intorno al globo terraqueo, ossia ragguaglio della navigazione alle Indie Orientali per la via d'Occidente fatta dal cavaliere Antonio Pigafetta patrizio vicentino, sulla squadra del capitano Magaglianes negli anni 1519-1522, Milano 1800. Amoretti, tuttavia, decise di modificare a sua discrezione parole e frasi di non chiara interpretazione, dando origine a errori e a equivoci, che passarono e si confermarono nelle traduzioni straniere, come in quella francese (1801), nella tedesca, ugualmente del 1801, nelle due inglesi della Pinkerton's Collection of Voyages del 1808-1814 e della Hakluyt Society del 1874, e nella traduzione spagnola a cura della Società geografica di Madrid (1896-99). Di maggiore precisione è l'edizione curata da Andrea da Mosto (Roma 1894, v. infra), che offre il testo integrale con copiose e diligenti note e con un'introduzione di fondamentale importanza per la critica del testo e per le notizie intorno al Pigafetta. Si vedano anche: Magellan's Voyage around the World by Antonio Pigafetta. The original text of the Ambrosian ms., ecc., edito da J. A. Robertson, Cleveland 1906; Relazioni del primo viaggio intorno al mondo di Antonio Pigafetta, a cura di Camillo Manfroni, Milano 1928; Relazione del primo viaggio attorno al mondo, a cura di A. Canova, Padova 1999. Intorno al Pigafetta, sono da vedersi in genere le opere su Magellano. Anche dei manoscritti francesi si ha oggi un'edizione curata da J. Dénucé: Pigafetta: Relation du premier voyage autour du monde par Magellan (1519-1522). Ed. du texte français d'après les mss. de Paris et de Cheltenham, in Recueil de Voyages et de docc. pour servir à l'histoire de la Géographie, XXIV, Anversa-Parigi 1923.